# Wüstentag (Meteorologie)
Wüstentag, auch extrem heißer Tag, bei Meteorologen auch unter dem Kürzel TX35GE bekannt, ist eine jüngst aufgekommene meteorologisch-klimatologische Bezeichnung für Tage, an denen die Tageshöchsttemperatur 35 °C erreicht oder übersteigt. Er wird zur genaueren Darstellung des Klimas eines Ortes und zur Beurteilung von Hitzewellen herangezogen. Gemessen wird in einer Standard-Wetterhütte in zwei Metern Höhe. Die Menge der Wüstentage ist eine Untermenge der Heißen Tage (Hitzetage, Tropentage) und der Sommertage. Sinkt die Nachttiefsttemperatur nicht unter 20 °C, spricht man von Tropennacht.

## Zum Begriff
30 °C – das traditionelle Kriterium des heißen Tages im deutschsprachigen Raum – sind für Zentraleuropa zwar heiß, aber keineswegs unüblich: Beispielsweise hat Ostösterreich im langjährigen Durchschnitt 10–15 heiße Tage pro Jahr. Daher finden sich für einen abnorm heißen Tag als wirkliche Ausnahmeerscheinung (Extrem-Hitzeanomalie) zunehmend zusätzliche Bezeichnungen. Die Grenze von 35 °C wird im Rahmen des Projekts CCl/CLIVAR/JCOMM Expert Team on Climate Change Detection and Indices (ETCCDI) propagiert (Notation dort TX35GE).
- Der Ausdruck Wüstentag findet sich zunehmend in Österreich.[10] Die ZAMG verwendet 35-Grad-Tag oder extrem heißer Tag.[11]
- Das slowakische Wetterdienst SHMÚ und auch der tschechische ČHMÚ spricht von Supertropický deň (‚supertropischer Tag‘).[12][6]
- Der ungarische OMSZ verwendet Forró nap[8] (‚[brenn-]heißer Tag‘)[13]

## Liste von Messwerten: Wüstentage pro Jahr im langjährigen Mittel
| Ort                                                                        | Staat              | Höhe ∗ | 1/a | Mittelungsperiode ∗∗ |
| -------------------------------------------------------------------------- | ------------------ | ------ | --- | -------------------- |
| München-LMU                                                                | Deutschland        | 517    | 2,3 | 2005–2015            |
| Mainz (Marienborn)                                                         | Deutschland        | 153    | 1,2 | 1991–2017            |
| Bozen-LKH                                                                  | Italien (Südtirol) | 254    | 4,9 | 2005–2014            |
| Bregenz                                                                    | Österreich         | 400    | 0,4 | 2005–2014            |
| Eisenstadt                                                                 | Österreich         | 135    | 2,0 | 2005–2014            |
| Graz-Uni                                                                   | Österreich         | 366    | 0,6 | 2005–2014            |
| Innsbruck-Uni                                                              | Österreich         | 578    | 1,8 | 2005–2014            |
| Klagenfurt                                                                 | Österreich         | 447    | 1,9 | 2005–2014            |
| Linz-Stadt                                                                 | Österreich         | 298    | 1,0 | 2005–2014            |
| Sankt Pölten                                                               | Österreich         | 272    | 1,1 | 2005–2014            |
| Salzburg-Freisaal                                                          | Österreich         | 430    | 1,0 | 2005–2014            |
| Wien-Hohe Warte                                                            | Österreich         | 171    | 1,4 | 2005–2014            |
| Anmerkungen: ∗ Höhe über dem Meeresspiegel ∗∗ Sortiert nach Intervallmitte |                    |        |     |                      |

Quellen: Südtiroler Landeswetterdienst, ZAMG